# Б-34
100 mm морско оръдие образец 1940 г. (Б-34) е съветско универсално корабно оръдие калибър 100 mm.

## История
Разработка
Артустановката Б-34 е проектирана в КБ на завода „Болшевик“ под ръководството на конструктора Иля Иванович Иванов през 1936 г. Опитния екземпляр е произведен в средата на 1937 г. и през август-септември преминава изпитания на полигон. На 21 септември 1937 г. проекта е върнат за доработка. Ситуацията се повтаря през декември 1938 и през 1939 г.
Приемане на въоръжение
През 1940 г. Б-34 са приети на въоръжение. Първите Б-34 се поставят на крайцерите от проекта 26 („Киров“) без електротрансмисия и се управляват ръчно, в резултат на което ефективен огън по въздушни цели е невъзможен.
Производство
До 22 юни 1941 г. са произведени 42 оръдия от този тип. В производството, по различно време, участват следните предприятия:
- Завод № 357 НКВ, Ленинград (прицелните приспособления „МО“ за Б-34);[1]
- Завод № 232 НКВ, Ленинград (главно предприятие);[2]
- Завод № 75 НКВ, Юрга (Б-34-УСМ, Б-34-УСМА, Б-34-УСМ-1 и Б-34-УСМА-1);[3]
- Завод № 4 НКВ, Красноярск (Б-34-У, Б-34-УСМ).[4]

Модификации
През 1944 г. на основата на балистическите решения в Б-34 е създадено мощното противотанково оръдие БС-3.
През 1948 г. ЦКБ-34 модифицира Б-34-У с цел впрягане в система с ПУС „Зенит-42“ и новата система за синхронна силова трансмисия МИСС-42. Модифицираната артустановка получава обозначението Б-34-УСМ. В периода от 1948 до 1953 г. са произведени 114 установки от тази модификация.
През 1953 г. всички по-ранни оръдия Б-34 са модернизирани (Постановление на Съвета на Министрите на СССР № 214—129сс от 14 февруари 1955 г. „О приемане на въоръжение от Военноморските Сили на 100 mm еднооръдейна универсална артилерийска установка Б-34-УСМА-1“).

## Конструкция
Ствола се състои от свободна тръба, кожух и казенник. Затвора е хоризонтален клинов, механизма на полуавтоматиката е с пневматично действие (впоследствие е заменен с пружинен). Досилката на патроните е принудителна, от пневматичен досилател.
Шита с противокуршумна броня е с подвижно щитче, закриващо амбразурата.
Управлението на зенитния огън се осъществява с помощта на системата за МПУАЗО „Горизонт“.

## ТТХ
- Калибър: 100 mm
- Пълна дължина на ствола: 5795 mm/56 калибра
- Дължина на свободната тръба: 5350 mm
- Тегло на свободната тръба: 524 kg
- Тегло на люлеещата се част на едното оръдие: 4,01 t
- Тегло на установката: 12,5 t
- Обем на камерата: 7.985 cm²?
- Максимално налягане: 3000 kg/cm²
- Дулна енергия: 644 kp·m
- Живучест на ствола при боен заряд: 800 изстрела (1500 с флегматизатори)
- Тип на затвора: клинов
- Време за отваряне и затваряне на затвора ръчно: 0,4 s
- Ъгли на възвишение: −5/85 градуса
- Ъгъл на хоризонтална наводка: 352 градуса
- Максимална начална скорост на снаряда: 910 m/s
- Максимална далечина на стрелбата, 118,8 кабелтови
- Максимална досегаемост по височина: 10 km
- Скорострелност: 16 изстрела в минута
- Маса на снаряда: 15,8 kg
- Маса на патрона: 28 kg
- Скорост на хоризонтална наводка: 20 °/s
- Скорост на вертикалната наводка: 25 °/s
- Разчет на установката: 9 души.

## Боеприпаси
Артустановките Б-34 използват унитарни патрони със следните видове снаряди:
- Фугасен
- Гмуркащ
- Осветителен безпарашутен
- Дистанционна граната

## Използване
Оръдията Б-34 се поставят на балтийските и черноморските крайцери проекти 26, 26-бис и 50, есминци, лидери, стражеви кораби (пр. 29, 42, 50) и батареи на бреговата отбрана (двуоръдейната батарея № 668 на кронщатския форт „Княз Меншиков“).